# Phrynocephalus interscapularis
Phrynocephalus interscapularis är en ödleart som beskrevs av  Lichtenstein 1856. Phrynocephalus interscapularis ingår i släktet Phrynocephalus och familjen agamer. Inga underarter finns listade i Catalogue of Life.